# John Miles
John Miles (n. 14 iunie 1943, Londra, Anglia, Regatul Unit – d. 8 aprilie 2018, Norwich, Anglia, Regatul Unit) a fost un pilot englez de Formula 1 care a evoluat în Campionatul Mondial între anii 1969 și 1970.